# Moderata samlingspartiets seniorer
Moderata Samlingspartiets Seniorer (MSS), Moderata seniorer, är ett nätverk för de äldre medlemmarna inom Moderata samlingspartiet. Det finns en styrelse på riksnivå och länsrepresentanter samt i många kommuner lokala seniorföreningar. Moderata seniorers ordförande är adjungerad ledamot av moderaternas partistyrelse.
MSS är medlem i den europeiska organisationen European Senior Citizens Union (ESCU).

## Lista över ordföranden
- Åke Eriksson, 1993–2002
- Bertil Persson, –2017
- Margareta Pålsson, 2017–